# Final de la Liga de Campeones de la UEFA 1992-93
La final de la Liga de Campeones de la UEFA 1992-93 fue el partido que enfrentaba al A.C. Milan italiano y el Olympique de Marsella francés, jugado el 26 de mayo de 1993 en el Estadio Olímpico de Múnich.
La final, que siguió a la fase de grupos de la competición, vio cómo el defensor francés de origen marfileño Basile Boli anotó el único gol del juego en el minuto 43 del primer tiempo con un cabezazo para darle al Olympique su primer título de la Copa de Europa. Es la primera vez que un club francés había ganado la copa europea.
El triunfo se vio empañado por el escándalo de un partido amañado en la liga francesa por el presidente del club marsellés Bernard Tapie. Este hecho condujo al descenso a la segunda división, además de no poder defender su título de campeón europeo la temporada siguiente.
Además, hubo más acusaciones contra el Olympique de Marsella. El entrenador del CSKA de Moscú afirmó que el Olympique de Marsella había tratado de sobornarlo en un partido de la fase de grupos de la Liga de Campeones de la UEFA 1992-93, aunque esta alegación se retiró más tarde. También, en una entrevista de ITV en 2011, el futbolista de los Rangers Mark Hateley alegó que el Marsella le había ofrecido dinero para no jugar en el trascendental partido de la Liga de Campeones entre las dos partes, pero él se negó.

## El camino a la final

### Olympique de Marsella
El Olympique acudió a la cita europea como campeón de Francia por cuarta ocasión consecutiva -y con el aval de haber sido finalista en 1991-, y las dos primeras fases las pudo superar sin dificultades ante el Glentoran norirlandés y el Dinamo Bucarest rumano, respectivamente.
Dicho esto, fue encuadrado en el grupo A, compartiendo el bloque con el Rangers F.C. escocés, el Club Brujas belga y el CSKA Moscú ruso (el CSKA representó a Rusia tras la caída de la Unión Soviética). El grupo lo pasó como líder invicto, con nueve puntos producto de tres triunfos y tres empates.

### A.C. Milan
Por parte del Milan, las dos primeras rondas las superó sin muchos problemas. En la primera eliminó al Olimpija Ljubljana de Eslovenia, mientras que en la siguiente dio cuenta del Slovan Bratislava checoslovaco.
El triunfo le permitió ir al grupo B, ganando todos sus partidos frente a clubes como el IFK Göteborg sueco, el Porto portugués y el PSV Eindhoven holandés. Acabaría con doce puntos en su haber.

## El partido
Los dos finalistas se reunieron después de dos años. Desde entonces, el Marsella había hecho grandes cambios en la reestructuración del personal mientras que el Milan era comandado en el banquillo por Fabio Capello.
El Milan tuvo las mejores ocasiones en el primer tiempo de abrir el marcador. Fabien Barthez tenía la responsabilidad de cuidarse de Marco van Basten, y Daniele Massaro tuvo otras dos oportunidades. Pero el minuto 43 marcaría la historia del encuentro. Un saque de esquina sacado por Abedi Pelé permitió que Basile Boli cabeceara sin oposición a la portería defendida por Sebastiano Rossi. Era el único gol del encuentro.
Tras el descanso, Roberto Donadoni fue sustituido por el exjugador del Olympique, Jean-Pierre Papin. Tuvo un par de ocasiones que no pudieron concretarse, y a cuatro minutos del final, Van Basten es reemplazado. Esto marcó el final del encuentro para el Milan, y tras el pitazo final, el Marsella se consagraba por vez primera como campeón de Europa, siendo así mismo la primera vez en la que un club francés se consagraba campeón.

### Detalles
| 1     | POR   | Fabien Barthez       |    |
| 5     | DEF   | Franck Sauzée        |    |
| 6     | DEF   | Basile Boli          |    |
| 4     | DEF   | Éric Di Meco         |    |
| 2     | DEF   | Jocelyn Angloma      | 61 |
| 4     | MED   | Marcel Desailly      |    |
| 8     | MED   | Jean-Jacques Eydelie |    |
| 10    | MED   | Abédi Pelé           |    |
| 11    | MED   | Didier Deschamps     |    |
| 9     | DEL   | Rudi Völler          | 78 |
| 7     | DEL   | Alen Bokšić          |    |
| D. T. | D. T. | Raymond Goethals     |    |

| 1     | POR   | Sebastiano Rossi      |    |
| 3     | DEF   | Paolo Maldini         |    |
| 6     | DEF   | Franco Baresi         |    |
| 5     | DEF   | Alessandro Costacurta |    |
| 2     | DEF   | Mauro Tassotti        |    |
| 4     | MED   | Demetrio Albertini    |    |
| 7     | MED   | Gianluigi Lentini     |    |
| 8     | MED   | Frank Rijkaard        |    |
| 10    | MED   | Roberto Donadoni      | 55 |
| 9     | DEL   | Marco van Basten      | 86 |
| 11    | DEL   | Daniele Massaro       |    |
| D. T. | D. T. | Fabio Capello         |    |

| 12 | MED | Jean-Philippe Durand   | 61 |
| 13 | MED | Jean-Christophe Thomas | 78 |

| 12 | DEL | Jean-Pierre Papin | 55 |
| 13 | MED | Stefano Eranio    | 86 |

| 44' | Basile Boli | 1:0 |

| 31' · 56' · 70' | Éric Di Meco Basile Boli Fabien Barthez |

| 39' | Gianluigi Lentini |

| Principal | Kurt Röthlisberger |

| 1     | POR   | Fabien Barthez       |    |
| 5     | DEF   | Franck Sauzée        |    |
| 6     | DEF   | Basile Boli          |    |
| 4     | DEF   | Éric Di Meco         |    |
| 2     | DEF   | Jocelyn Angloma      | 61 |
| 4     | MED   | Marcel Desailly      |    |
| 8     | MED   | Jean-Jacques Eydelie |    |
| 10    | MED   | Abédi Pelé           |    |
| 11    | MED   | Didier Deschamps     |    |
| 9     | DEL   | Rudi Völler          | 78 |
| 7     | DEL   | Alen Bokšić          |    |
| D. T. | D. T. | Raymond Goethals     |    |

| 1     | POR   | Sebastiano Rossi      |    |
| 3     | DEF   | Paolo Maldini         |    |
| 6     | DEF   | Franco Baresi         |    |
| 5     | DEF   | Alessandro Costacurta |    |
| 2     | DEF   | Mauro Tassotti        |    |
| 4     | MED   | Demetrio Albertini    |    |
| 7     | MED   | Gianluigi Lentini     |    |
| 8     | MED   | Frank Rijkaard        |    |
| 10    | MED   | Roberto Donadoni      | 55 |
| 9     | DEL   | Marco van Basten      | 86 |
| 11    | DEL   | Daniele Massaro       |    |
| D. T. | D. T. | Fabio Capello         |    |

| 12 | MED | Jean-Philippe Durand   | 61 |
| 13 | MED | Jean-Christophe Thomas | 78 |

| 12 | DEL | Jean-Pierre Papin | 55 |
| 13 | MED | Stefano Eranio    | 86 |

| 44' | Basile Boli | 1:0 |

| 31' · 56' · 70' | Éric Di Meco Basile Boli Fabien Barthez |

| 39' | Gianluigi Lentini |

| Principal | Kurt Röthlisberger |

| 1     | POR   | Fabien Barthez       |    |
| 5     | DEF   | Franck Sauzée        |    |
| 6     | DEF   | Basile Boli          |    |
| 4     | DEF   | Éric Di Meco         |    |
| 2     | DEF   | Jocelyn Angloma      | 61 |
| 4     | MED   | Marcel Desailly      |    |
| 8     | MED   | Jean-Jacques Eydelie |    |
| 10    | MED   | Abédi Pelé           |    |
| 11    | MED   | Didier Deschamps     |    |
| 9     | DEL   | Rudi Völler          | 78 |
| 7     | DEL   | Alen Bokšić          |    |
| D. T. | D. T. | Raymond Goethals     |    |

| 1     | POR   | Sebastiano Rossi      |    |
| 3     | DEF   | Paolo Maldini         |    |
| 6     | DEF   | Franco Baresi         |    |
| 5     | DEF   | Alessandro Costacurta |    |
| 2     | DEF   | Mauro Tassotti        |    |
| 4     | MED   | Demetrio Albertini    |    |
| 7     | MED   | Gianluigi Lentini     |    |
| 8     | MED   | Frank Rijkaard        |    |
| 10    | MED   | Roberto Donadoni      | 55 |
| 9     | DEL   | Marco van Basten      | 86 |
| 11    | DEL   | Daniele Massaro       |    |
| D. T. | D. T. | Fabio Capello         |    |

| 12 | MED | Jean-Philippe Durand   | 61 |
| 13 | MED | Jean-Christophe Thomas | 78 |

| 12 | DEL | Jean-Pierre Papin | 55 |
| 13 | MED | Stefano Eranio    | 86 |

| 44' | Basile Boli | 1:0 |

| 31' · 56' · 70' | Éric Di Meco Basile Boli Fabien Barthez |

| 39' | Gianluigi Lentini |

| Principal | Kurt Röthlisberger |

| 1     | POR   | Fabien Barthez       |    |
| 5     | DEF   | Franck Sauzée        |    |
| 6     | DEF   | Basile Boli          |    |
| 4     | DEF   | Éric Di Meco         |    |
| 2     | DEF   | Jocelyn Angloma      | 61 |
| 4     | MED   | Marcel Desailly      |    |
| 8     | MED   | Jean-Jacques Eydelie |    |
| 10    | MED   | Abédi Pelé           |    |
| 11    | MED   | Didier Deschamps     |    |
| 9     | DEL   | Rudi Völler          | 78 |
| 7     | DEL   | Alen Bokšić          |    |
| D. T. | D. T. | Raymond Goethals     |    |

| 1     | POR   | Sebastiano Rossi      |    |
| 3     | DEF   | Paolo Maldini         |    |
| 6     | DEF   | Franco Baresi         |    |
| 5     | DEF   | Alessandro Costacurta |    |
| 2     | DEF   | Mauro Tassotti        |    |
| 4     | MED   | Demetrio Albertini    |    |
| 7     | MED   | Gianluigi Lentini     |    |
| 8     | MED   | Frank Rijkaard        |    |
| 10    | MED   | Roberto Donadoni      | 55 |
| 9     | DEL   | Marco van Basten      | 86 |
| 11    | DEL   | Daniele Massaro       |    |
| D. T. | D. T. | Fabio Capello         |    |

| 12 | MED | Jean-Philippe Durand   | 61 |
| 13 | MED | Jean-Christophe Thomas | 78 |

| 12 | DEL | Jean-Pierre Papin | 55 |
| 13 | MED | Stefano Eranio    | 86 |

| 44' | Basile Boli | 1:0 |

| 31' · 56' · 70' | Éric Di Meco Basile Boli Fabien Barthez |

| 39' | Gianluigi Lentini |

| Principal | Kurt Röthlisberger |

|                                           |
| Bandera de Francia                        |
| Campeón Olympique de Marsella 1.er título |

## Reacciones
A pesar de su triunfo, también hubo problemas para el Marsella. El club fue castigado por un escándalo de sobornos y corrupción ejercido por su presidente de aquel entonces, Bernard Tapie. Esto significaba que el club sería castigado con el descenso de categoría, la pérdida del título de liga y la prohibición de jugar en competencias europeas por un año, razón por la cual no pudo defender su título de campeón europeo.
El Milan vio que este era el final para ese exitoso plantel que a fines de los años 80 ganó el máximo trofeo de clubes y dos copas intercontinentales. Estrellas como Ruud Gullit, Frank Rijkaard dejaron el club. Van Basten se lesionó de gravedad a pocos minutos del final y se vio obligado a retirarse del fútbol profesional. Así, el Milan necesitó de una renovación para volver a los éxitos de antaño, volviendo a ganar la copa al año siguiente, y cayendo de nuevo en una nueva definición, esto en el año 1995.
| Predecesor: 1991/92 | Final de la Liga de Campeones de la UEFA 1992/93 | Sucesor: 1993/94 |

- Datos: Q1079611